# 奇隆县
奇隆县（印尼语：Kabupaten Keerom）是印度尼西亚巴布亚省东北部的一个县，行政中心位于瓦利斯（Waris）。奇隆县于2002年11月11日由印尼议会通过2002年第26号法案批准设立，之前属于查亚普拉县的一部分。奇隆县下设7个区（Kecamatan）和97个村（Kelurahan）。政府首脑Drs.Celcius Watae。奇隆县东邻巴布亚新几内亚，边境线为一直线，即东经141°。

## 历史
1909年，荷兰政府委托C·吕尔（C. Ruhl）划分荷属新几内亚和德属新几内亚之间的界线。
1978年，奇隆成为半县（Wilayah Pembantu Bupati）。2002年升格成为正式的县（Kabupaten）。

## 地理

### 地形和土壤
奇隆县52.2％的土地是坡地，44.05％的土地平坦，2.75％的土地是丘陵和沼泽。
奇隆县海拔在0-2000米之间，99.36％的土地为细致地的土壤，0.42％为泥炭土，都分布在森吉区（印尼语：Distrik Senggi）。

### 气候
奇隆县位于热带雨林地区，平均气温30.5％-35.1℃，湿度在80%-89%之间。2007年降水量1,096mm，有105天降水。

## 行政区划
奇隆县下设7个区（District）和97个村（Kelurahan）。
| 区                     | 人口 2010人口普查 |
| ---------------------- | ----------------- |
| Web                    | 2,440             |
| Towe Hitam             | 2,340             |
| 森吉（Senggi）         | 2,737             |
| 瓦利斯（Waris）        | 3,052             |
| Arso                   | 20,214            |
| Arso Timur (East Arso) | 4,766             |
| Skanto                 | 12,987            |

## 交通
该县基础设施缺乏，部分村只能步行进入。有公路连接首府瓦利斯和省会查亚普拉。

## 资料来源
1. ↑  Biro Pusat Statistik, Jakarta, 2011.